# Šuto Orizari
 (mai 2025).
Si vous disposez d'ouvrages ou d'articles de référence ou si vous connaissez des sites web de qualité traitant du thème abordé ici, merci de compléter l'article en donnant les références utiles à sa vérifiabilité et en les liant à la section « Notes et références ».
Šuto Orizari (en macédonien : Шуто Оризари ; en romani : Shuto Orizari ; en albanais : Shutkë) est une des dix communes spéciales qui constituent la ville de Skopje, capitale de la Macédoine du Nord. Elle comptait 25 726 habitants en 2021 et fait 7,48 km2. Elle est couramment appelée Šutka (en macédonien : Шутка).

## Géographie
La commune de Šuto Orizari se trouve au nord de l'agglomération de Skopje, en périphérie. Elle forme d'ailleurs plus ou moins une ville en elle-même. Elle est caractérisée par une très forte majorité de population rom et a été créé après le tremblement de terre de 1963, pour reloger décemment les Roms qui s'étaient retrouvés à la rue.
Šutka, réputée pour être la plus grande ville de Roms au monde, est la résidence ou le lieu d'origine de nombreux musiciens et chanteurs, dont la chanteuse Esma Redžepova. Choutka a également attiré quelques cinéastes, comme Aleksandar Manic, pour son documentaire sur les Roms Gadjo délire, le livre des records de Shutka et surtout Emir Kusturica, pour Le Temps des Gitans.
La commune est la seule au monde à avoir adopté le romani comme langue officielle.
La commune est composée de deux ensembles distincts, le quartier de Šuto Orizari, où se trouve le siège administratif, et Gorno Orizari, un village situé un peu plus au nord, à l'extérieur du périphérique de Skopje. Elle est entourée par Butel au sud et Čučer-Sandevo au nord.

## Démographie
Selon le recensement de 2002, Šuto Orizari compte 22 017 habitants. La composition ethnique était comme suit :
- Roms : 13 342 (60,60 %)
- Albanais : 6 675 (30,32 %)
- Macédoniens : 1 438 (6,53 %)
- Bosniaques : 177 (0,80 %)
- Serbes : 67 (0,30 %)
- Turcs : 56 (0,25 %)
- Autres : 262 (1,19 %)